# (6800) Saragamine
(6800) Saragamine (1994 UC) – planetoida z pasa głównego asteroid okrążająca Słońce w ciągu 4 lat i 125 dni w średniej odległości 2,66 j.a. Została odkryta 29 października 1994 roku.